# Saint-Broingt-le-Bois
Saint-Broingt-le-Bois település Franciaországban, Haute-Marne megyében. Lakosainak száma 71 fő (2022. január 1.). Saint-Broingt-le-Bois Chassigny, Grandchamp, Heuilley-le-Grand, Maâtz és Rivières-le-Bois községekkel határos.

## Népesség
A település népessége az elmúlt években az alábbi módon változott:
| Lakosok száma | 130  | 101  | 75   | 82   | 75   | 95   | 71   | 69   | 68   | 71   |
|               | 1968 | 1982 | 1990 | 2006 | 2013 | 2015 | 2017 | 2019 | 2020 | 2022 |